# Boninagrion ezoin
Boninagrion ezoin är en trollsländeart som beskrevs av Syoziro Asahina 1952. Boninagrion ezoin ingår i släktet Boninagrion och familjen dammflicksländor. IUCN kategoriserar arten globalt som akut hotad. Inga underarter finns listade i Catalogue of Life.